# Giacomo Attendolo
Muzio Attendola Sforza (Cotignola, 1369. május 28. – Aterno-Pescara, 1424. január 4.) olasz zsoldosvezér, a Sforza-család alapítója, ő vezette a bolognai-firenzei hadsereget a Casalecchioi csatában. Ő volt az apja I. Francesco Sforzának, Milánó első Sforza-házi hercegének.

## Életrajza
Giacomo vagy Jacopo Attendolo a Cotignola (Romagna), egy vidéki földműves kisnemes család gyermekeként született. Apja Giovanni Attendolo (d. 1385-1386), anyja Elisa voltak. Beceneve rövid formája Muzzo vagy Muzio, vagy a Giacomuzzo volt apai nagyapja után. Nyolc ismert testvére volt: Bosio (1411), Margherita (első férje mariage de 'Ravignani és a második Morcone gróf), Francesco (1412), Bartolo (1412), Giorgio, Matteo (1388-ban megölték), Tonduzzo (bátyjával együtt 1388-ban megölték) és Maria (1412; házassága révén Pallavicini márkiné).
A hagyomány szerint, a fiatal Giacomo a mezőn szántott, mikor egy toborzó zsoldos szakasz haladt el mellette. Ezután ellopva apja lovát, és követte a katonákat. Később Bosio, Francesco és Bartolo  testvéreivel és két unokatestvérével együtt csatlakozott Alberico da Barbiano csapatához, aki neki „Sforza” (Erős) becenevet adta. 1398-ban áttért a Perugia elleni Milánói Gian Galeazzo Visconti csapatához. Később harcolt Firenze ellen 1402-ben, a casalecchiói csatában, legyőzte egykori mesterét, Alberico da Barbianót. 1406-ban elfoglalta Pisát és később, 1409-ben már Ferrara márkijának, III. Niccolò d’Estének szolgálatában harcolt Ottobuono de’ Terzi zsoldosvezér ellen.